# Boraras maculatus
Boraras maculatus är en fiskart som först beskrevs av Duncker, 1904.  Boraras maculatus ingår i släktet Boraras och familjen karpfiskar. IUCN kategoriserar arten globalt som livskraftig. Inga underarter finns listade.